# Luká
Luká je obec ležící v okrese Olomouc. Žije zde 903 obyvatel. Katastrální území obce má rozlohu 1486 ha.
Ve vzdálenosti 10 km východně leží město Litovel, 13 km severně město Mohelnice, 18 km severovýchodně město Uničov a 23 km severozápadně město Moravská Třebová.

## Historie
První písemná zmínka o obci pochází z roku 1313. Ve 14. až 16. století byla Luká městečkem a v 17. století tvořila krátce samostatný statek.

## Obyvatelstvo

### Struktura
Vývoj počtu obyvatel za celou obec i za jeho jednotlivé části uvádí tabulka níže, ve které se zobrazuje i příslušnost jednotlivých částí k obci či následné odtržení.
| Místní části   | Místní části | 1869 | 1880 | 1890 | 1900 | 1910 | 1921 | 1930 | 1950 | 1961 | 1970 | 1980 | 1991 | 2001 | 2011 |
| -------------- | ------------ | ---- | ---- | ---- | ---- | ---- | ---- | ---- | ---- | ---- | ---- | ---- | ---- | ---- | ---- |
| Počet obyvatel | část Luká    | 1476 | 1394 | 1471 | 1502 | 1358 | 1389 | 1330 | 944  | 1015 | 985  | 932  | 809  | 764  | 800  |
| Počet domů     | část Luká    | 189  | 208  | 221  | 237  | 245  | 252  | 271  | 264  | 260  | 262  | 248  | 279  | 293  | 304  |

## Části obce
- Luká
- Ješov
- Javoříčko
- Veselíčko
- Střemeníčko
- Březina

## Pamětihodnosti
- Kostel svatého Jana Křtitele (Luká)
- Krucifix stojí severně za obcí, po levé straně silnice Luká – Slavětín

## Přírodní poměry
Východně od obce pramení říčka Šumice, severovýchodně Loučka a západně potok Javoříčka.

## Společenský život
Samospráva obce se v roce 2016 zapojila do vyvěšování moravské vlajky 5. července. 

## Fotogalerie

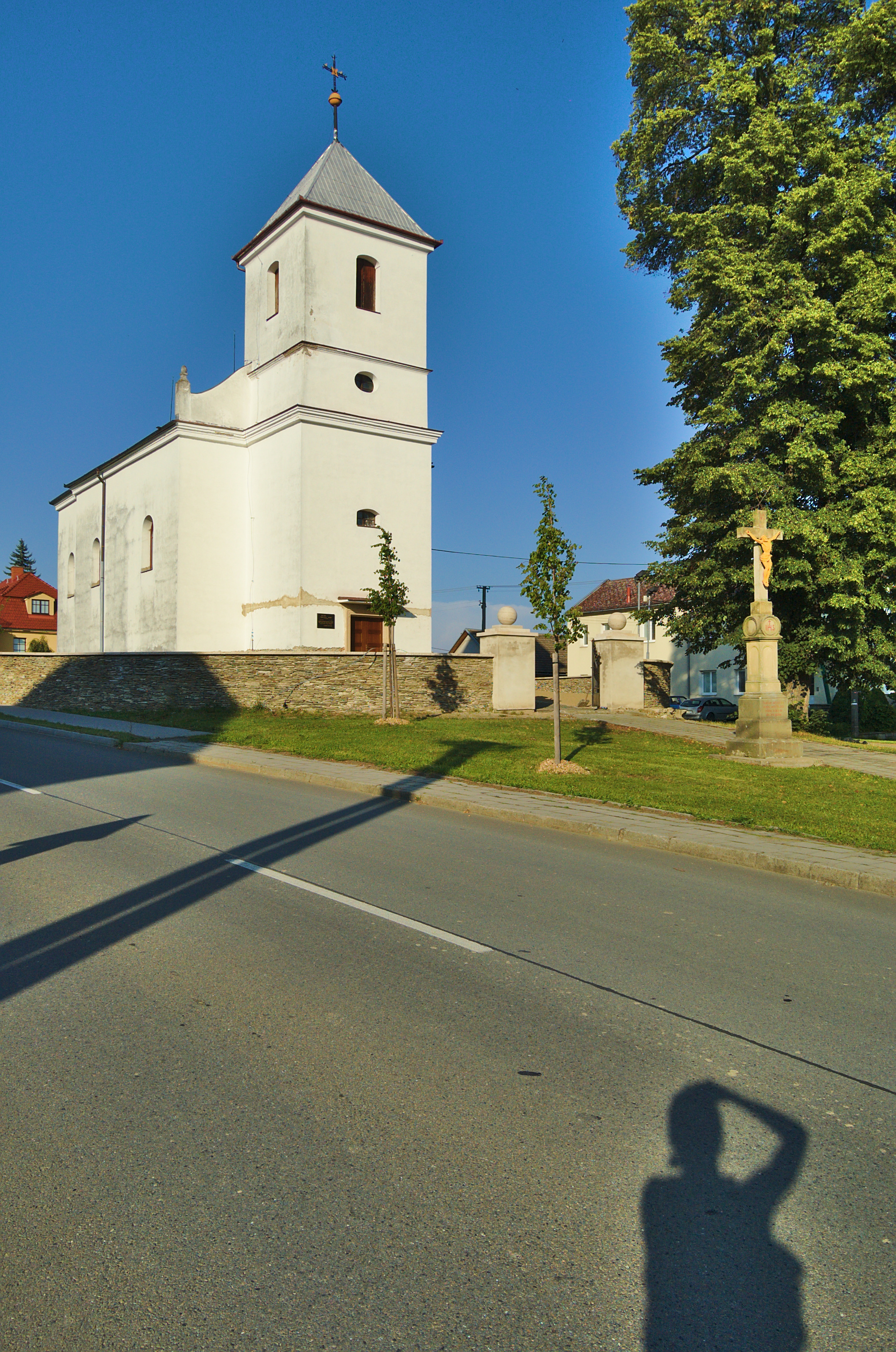
Kostel svatého Jana
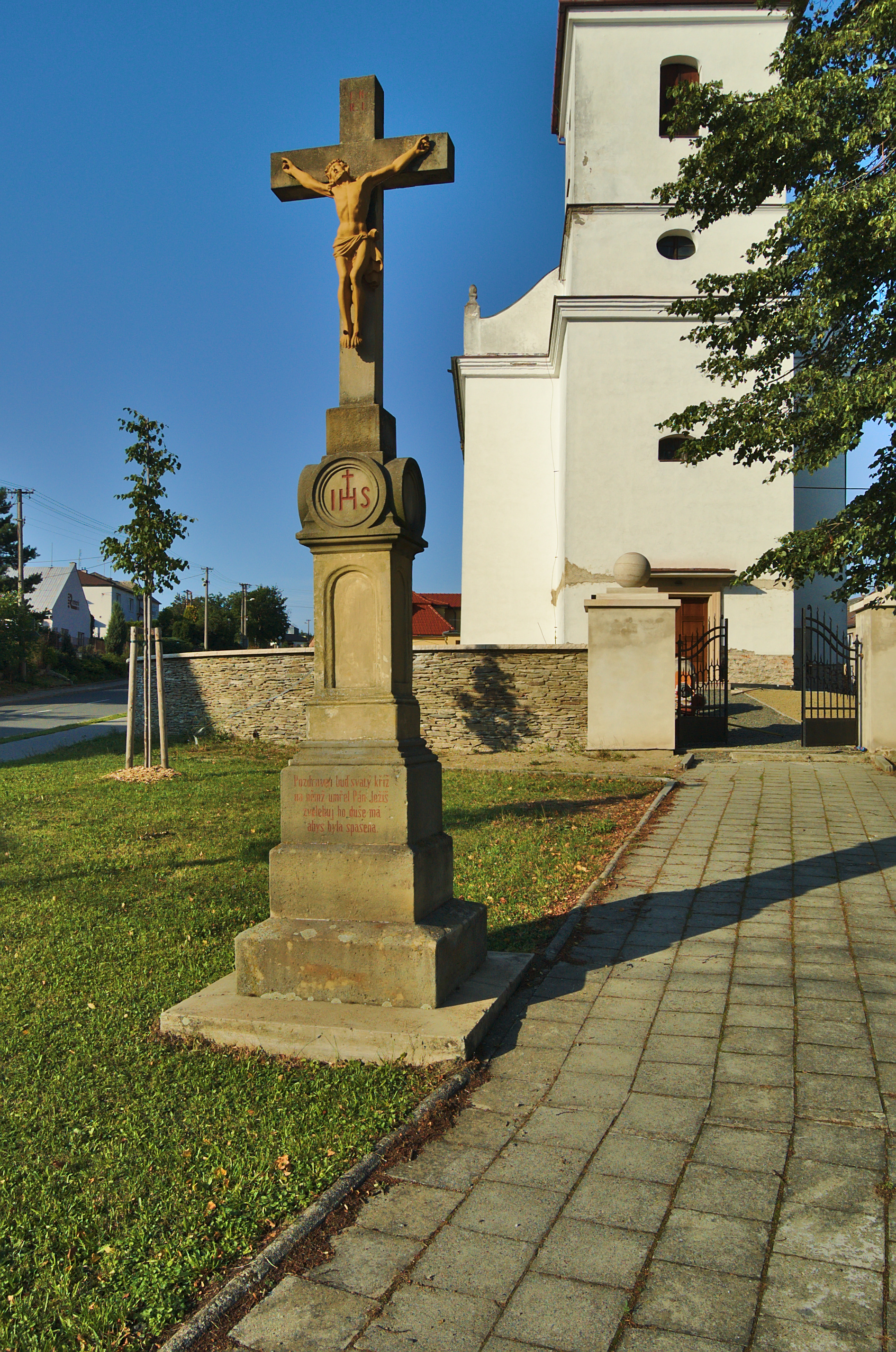
Kříž před kostelem
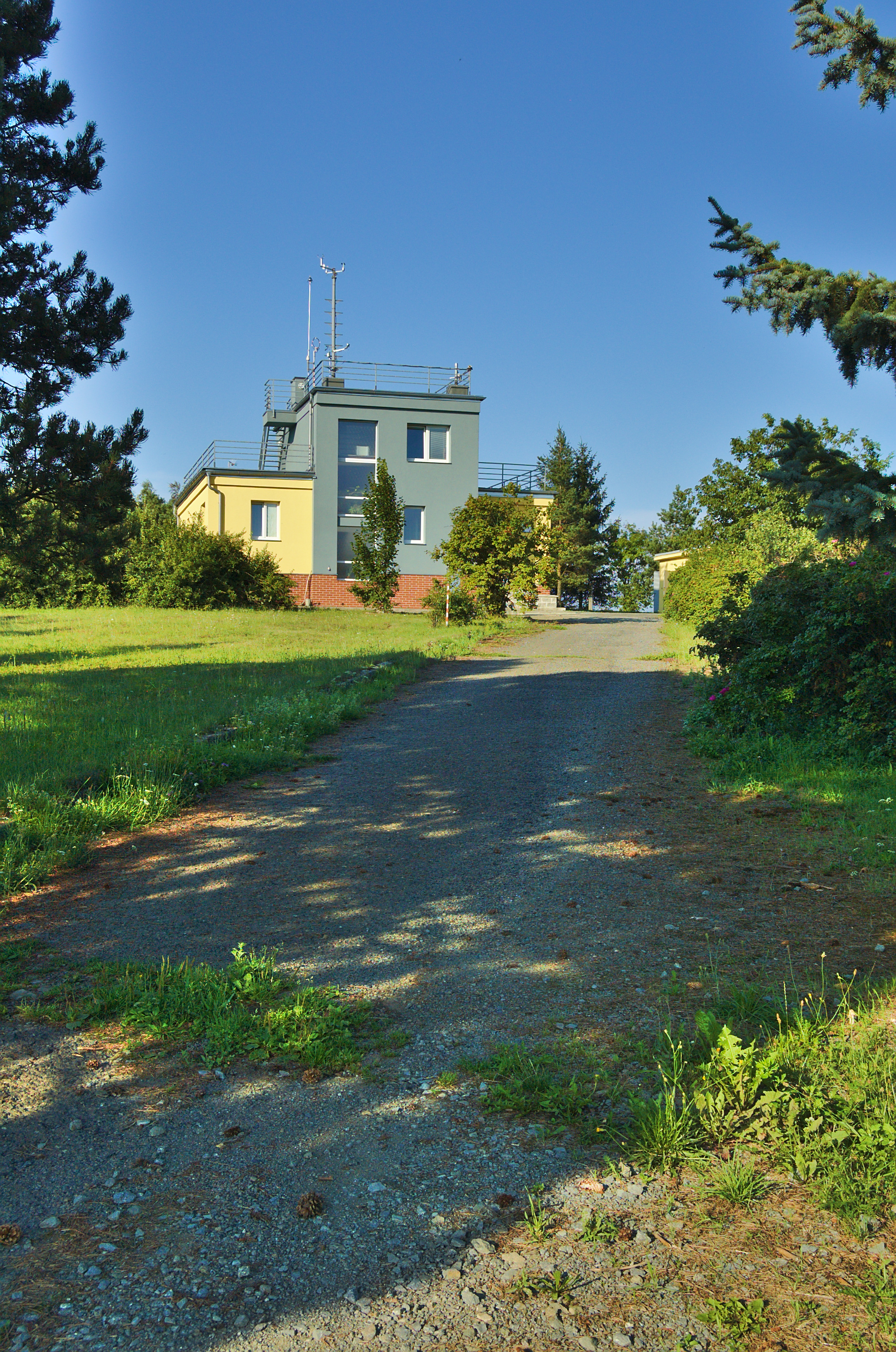
Meteorologická stanice nad obcí
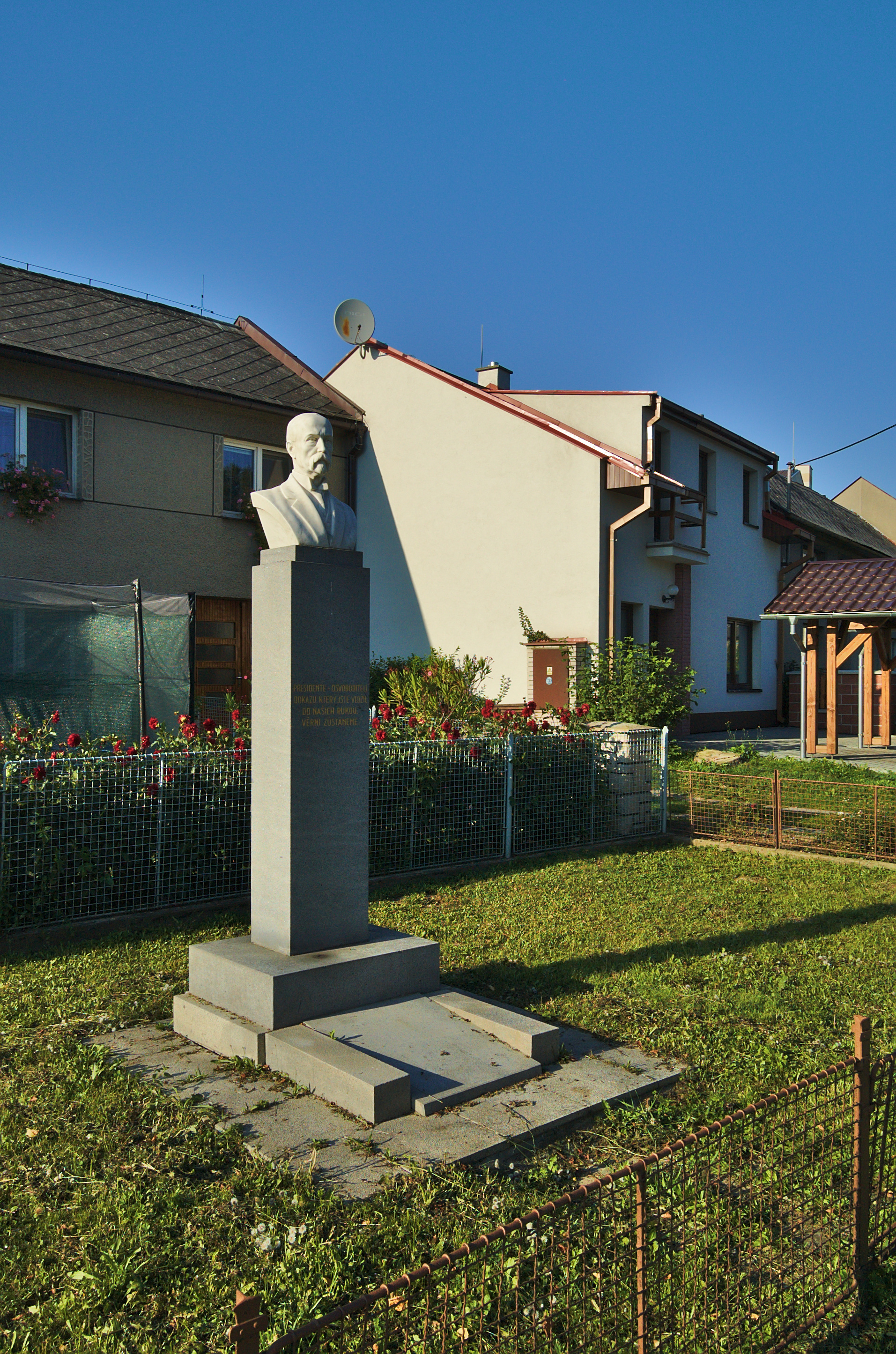
Socha T.G.Masaryka
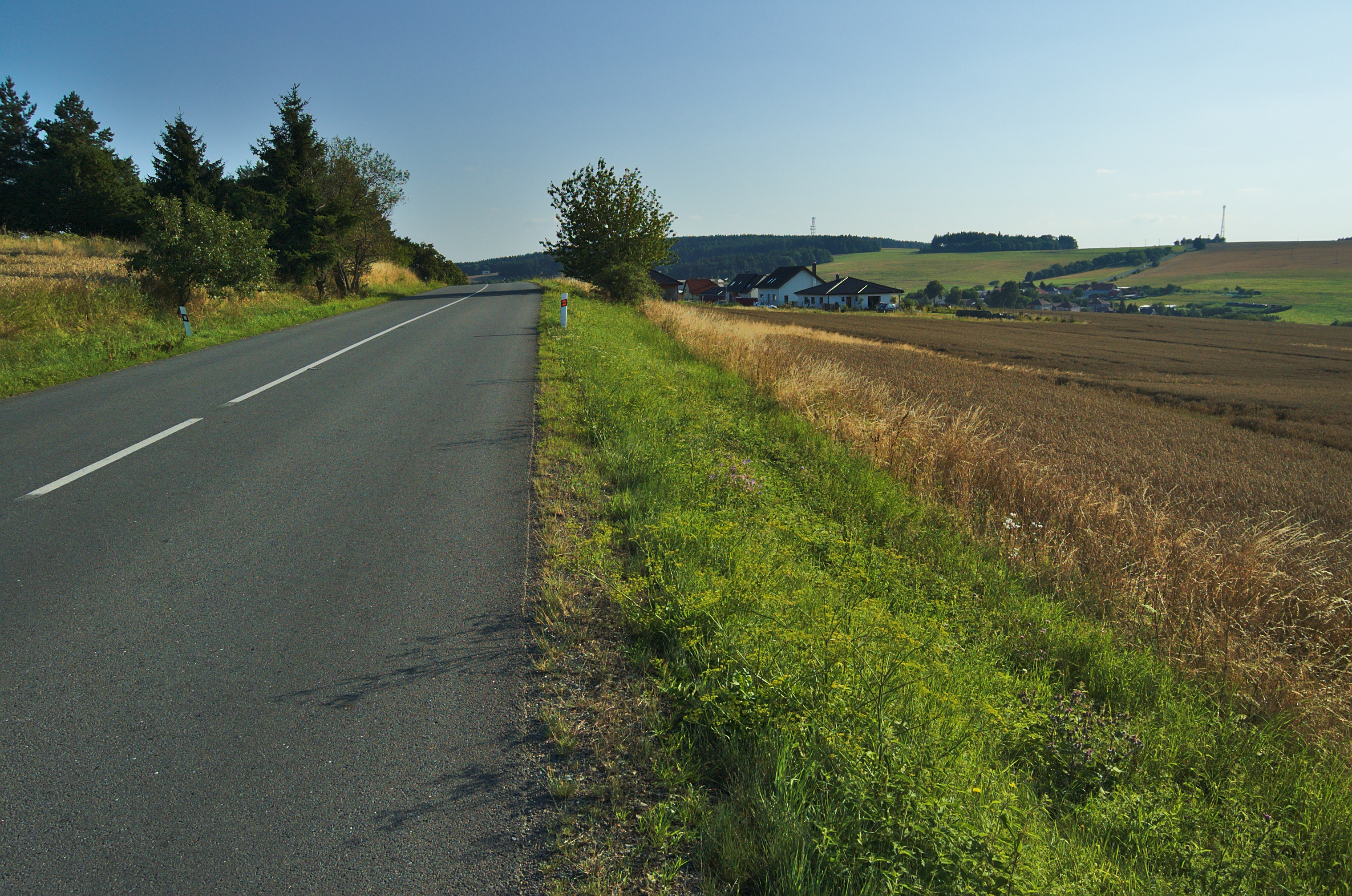
Pohled na obec od severu z hlavní silnice
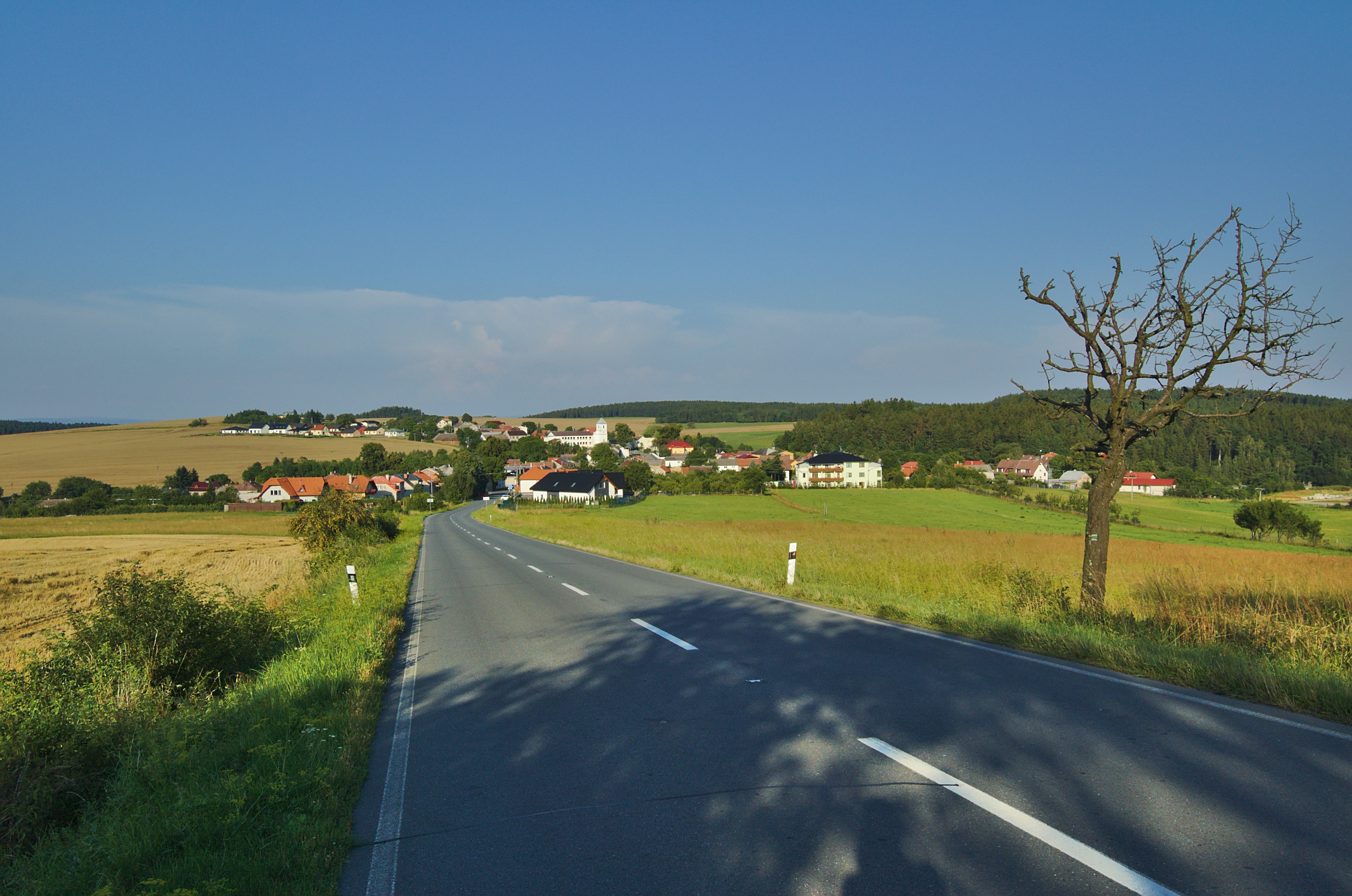
Pohled na vesnici od jihozápadu z hlavní silnice